# Grete Diercks
Grete Dierkes, pseudonimo di Margarete Dierkes (Stainach, 20 novembre 1882 – Vienna, 2 luglio 1957), è stata un'attrice tedesca.

## Biografia
Nata a Stainach in Stiria, dopo aver studiato canto e recitazione, Grete Diercks debuttò come attrice nel 1906 al Deutsches Schauspielhaus di Amburgo. L'anno dopo, al teatro di Opava, lavorò sia come attrice che come soubrette di operetta. Poco dopo, andò a Vienna.
All'epoca usava ancora il nome di Grete Dierkes. A Vienna, negli anni dieci apparve in alcuni film, continuando a lavorare in teatro. Tra i suoi film degli anni venti, si ricorda la sua interpretazione del personaggio di Afra in Die Geierwally di Ewald André Dupont. Tra i registi che la diressero, ci furono Ernst Lubitsch, Georg Jacoby, Joe May, Friedrich Wilhelm Murnau e Yakov Protazanov.
Dopo aver compiuto i quarant'anni, Grete Diercks si ritirò dalle scene, rimanendo per qualche tempo a Berlino. Ritornò poi a Vienna nell'ottobre 1930, città dove rimase fino alla sua morte il 2 luglio 1957.

## Filmografia
La filmografia è completa. Quando manca il nome del regista, questo non viene riportato nei titoli

### Attrice
- Der fidele Bauer - 1. Terzett: Ein Infant'rist, ein Artill'rist (1908)
- Der fidele Bauer - 3. Duettino zwischen Liesl und Heinerle (1908)
- Musikantenlene, regia di Felix Dormann (1912)
- Die Fiebersonate, regia di Emmerich Hanus (1916)
- Durchlaucht Hypochonder, regia di Frederic Zelnik (1918)
- Fünf Minuten zu spät, regia di Uwe Jens Krafft (1918)
- Keimendes Leben, Teil 1, regia di Georg Jacoby (1918)
- Sangue gitano (Carmen), regia di Ernst Lubitsch (1918)
- Zwangsliebe im Freistaat, regia di Georg Schubert (1919)
- Todesurteil, regia di Martin Berger (1919)
- Max als Juxgraf, regia di Leonhard Haskel (1919)
- Keimendes Leben, Teil 2, regia di Georg Jacoby (1919)
- La sbornia (Rausch), regia di Ernst Lubitsch (1919)
- Frauen vom Gnadenstein, regia di Robert Dinesen e Joe May (1920)
- Wally (Die Geierwally), regia di Ewald André Dupont (1921)
- Der Kampf ums Ich, regia di Heinrich Brandt (1922)
- La terra che brucia (Der Brennede Acker), regia di Friedrich Wilhelm Murnau (1922)
- Das Feuerschiff, regia di Richard Löwenbein (1922)
- Am Rande der Großstadt, regia di Hanns Kobe (1922)
- Die Sonne von St. Moritz, regia di Hubert Moest e Friedrich Weissenberg (1923)
- Die Kette klirrt, regia di Paul L. Stein (1923)
- Der Liebe Pilgerfahrt, regia di Yakov Protazanov (1923)
- Und dennoch kam das Glück, regia di Gerhard Lamprecht (1923)

### Sceneggiatrice
- Sangue gitano (Carmen), regia di Ernst Lubitsch (1918)